# Викторија Валукевич
Викторија Гурова Валукевич (рођена Гурова) (рус. Виктория Владимировна Валукевич (Гурова); Сочи, 28. мај 1982) је руска атлетичарка специјалиста за троскок, победница првенства Русије, сребрна на Универзијади 2003, Мајстор спорта Русије међународне класе. Дипломирала на Казањ пољопривредном факултеу. Од 2001. је члан руске атлетске репрезентације. Учесник Олимпијских игара 2004. 2008. и 2012. године.
Као јуниорка учествује на Европском првенству за јуниоре 2001. у Гросетуу освојила је треће место, бронзану медаљу.
Освојила је сребрну медаљу на Летњој Универзијади 2003., а златну на Европском првенству у дворани 2005. године и завршила као десета на Светском првенству 2005. године. Такмичила се на Олимпијским играма 2004. и није ушла у финале, а 2008. осваја 7. место. На Летњим олимпијским играма 2012. у Лондону стигла је до финала троструког скокова, завршивши на 8. месту. Дана 30. марта 2017. била је дисквалификована, а њени резултати из Лондона 2012. су поништени, јер је била позитивна на забрањене супстанце. Руска атлетска федерација је Викторију Валукевич суспендовао 2. августа 2017. на две године.
Удата је за словачког троскокаша Дмитрија Валукевича.

## Значајнији резултати
| Датум              | Такмичење                                | Место                       | Пласман            | Резултат                | Белешка            |
| Престављала Русију | Престављала Русију                       | Престављала Русију          | Престављала Русију | Престављала Русију      | Престављала Русију |
| ------------------ | ---------------------------------------- | --------------------------- | ------------------ | ----------------------- | ------------------ |
| 2001               | Европско првенство за јуниоре У-20       | Гросето, Италија            |                    | 13,68 м                 |                    |
| 2003               | Европско првенство за млађе сениоре У-23 | Бидгошћ, Пољска             |                    | 14,37 м (wind: 1.4 м/с) |                    |
| 2003               | Универзијада                             | Тегу Јужна Кореја           |                    | 14,14 м                 |                    |
| 2004               | Олимпијске игре                          | Атина Грчка                 | 21.                | 14,04 м                 |                    |
| 2005               | Европско првенство у дворани             | Мадрид, Шпанија             |                    | 14,74 м                 |                    |
| 2005               | Светско првенство                        | Хелсинки, Финска            | 10.                | 13,96 м                 |                    |
| 2008               | Олимпијске игре                          | Пекинг Кина                 | 7.                 | 14,77 м                 |                    |
| 2012               | Светско првенство у дворани              | Истанбул Турска             | 10.                | 14,00 м                 |                    |
| 2012               | Олимпијске игре                          | Лондон Уједињено Краљевство | ДИСК               | 14,24 м                 |                    |

Лични рекорди
- на отвореном
скок удаљ - 6,72 27. мај 2007. Сочи, Русија
троскок - 14,85 19. јул 2005. Казањ, Русија
- у дворани
скок удаљ - 6,44 24. јануар 2007. Москва, Русија
троскок - 14,74 6. март 2005. Мадрид, Шпанија